# Пай (денежная единица Индии и Пакистана)

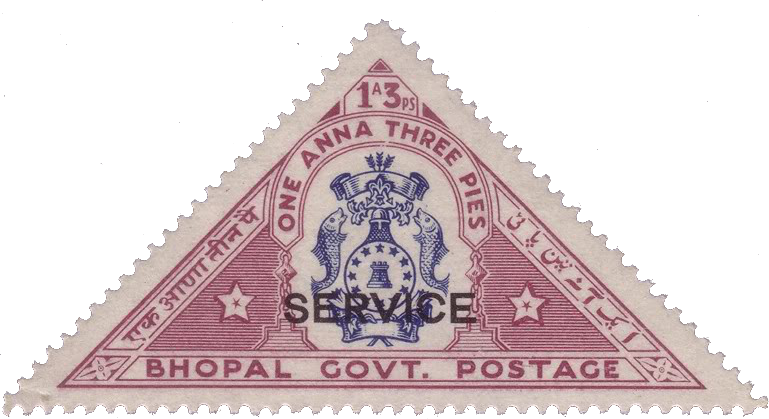
Марка номиналом в 1 анну и 3 пая

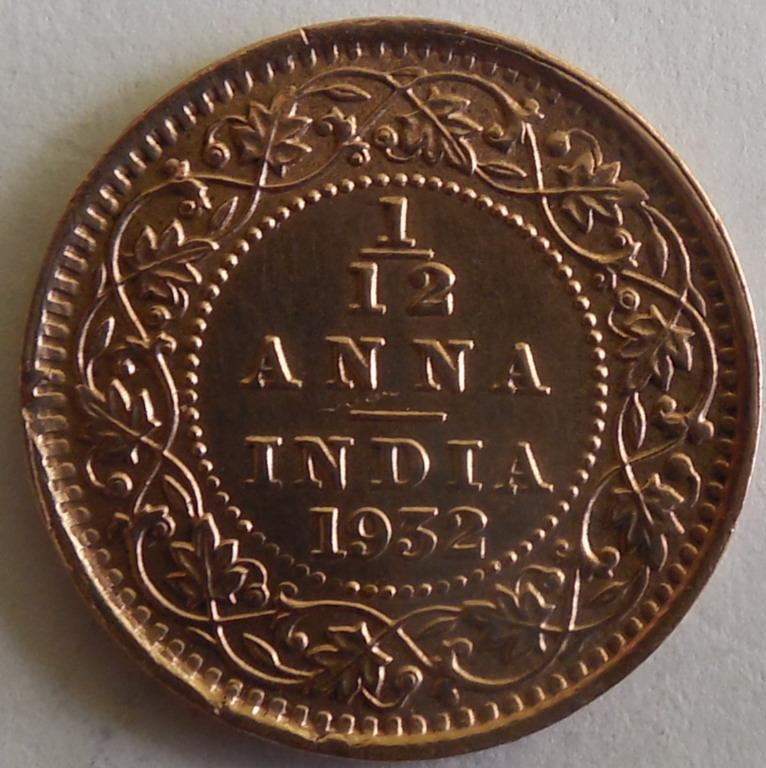
Монета номиналом в анны или 1 пай

Пай — наименьшая денежная единица Индии, равная ⅓ пайсы, 1⁄12 анны или 1⁄192 рупии.
Пай имел своё обозначение «Ps». На монетах британской Индии номиналом в 1 пай указывали 1⁄12 анны. После обретения Индией независимости существование данной денежной единицы стало неактуальным. Обесценивание рупии лишило пай какой-либо покупательной способности. Последняя монета номиналом в 1⁄12 анны или 1 пай была отчеканена в 1942 году.
Пакистан после провозглашения в 1947 году независимости и введения в 1948 году пакистанской рупии выпускал бронзовые монеты в 1 пай в 1951—1957 годах.